# 由吾道栄
由吾 道栄（由吾道榮、ゆうご どうえい、生没年不詳）は、中国の南北朝時代の道士。本貫は琅邪郡沭陽県。

## 経歴と逸話
若くして道学を好み、仲間を集めて山東の長白山や泰山に隠れ住み、道教の修行法を学んだ。さらに鄒魯の間を遊歴して、儒学を習った。道学に通じた晋陽の某氏に出会って師事し、道家の符水・呪禁・陰陽暦数・天文・薬性などを学んだ。大方を学び終えると、道栄の師は実は恒岳の仙人であると正体を明かした。師は天官に流謫されていたところ、満期が来たので帰らねばならないと説明し、道栄に汾水まで送るよう命じた。汾水に到着すると、川は氾濫して橋が壊れており、船で渡るのも困難であった。師が水に臨んで禹歩し、一枚の符を水中に投げこむと、川の流れは止まってしまった。ほどなく水は天に届くほど高く積み重なった。師は沙石の上をゆっくりと歩いて水を渡っていった。ひとり道栄はこのように見たのであるが、そばにいた人はみな師の体が浮かんで天に昇っていったように見えたので、驚倒しきりであった。道栄は山東に帰ると、琅邪山に隠れ住み、五穀を断ち、松かさや茯苓を食して、長生の秘を求めた。ときに北斉の文宣帝が人を派遣して道栄を晋陽に召し出そうと追い立てた。道栄は追跡から逃れて、遼陽山中に入った。そこで猛獣に出会い、追跡していた人も恐怖に逃げ出してしまった。道栄は杖で地を画し、火坑を作ると、猛獣は逃走した。北斉が滅ぶと、道栄は北周に帰順した。隋初に死去した。

## 伝記資料
- 『北斉書』巻49 列伝第41
- 『北史』巻89 列伝第77